# Campionati mondiali di freestyle 1986
I Campionati mondiali di freestyle 1986 sono stati la 1ª edizione della manifestazione. Si sono svolti a Tignes, in Francia, dal 2 al 6 febbraio 1986. 

## Risultati

### Uomini

#### Salti
| Posizione | Atleta            | Nazione |
| --------- | ----------------- | ------- |
| 1         | Lloyd Langlois    | Canada  |
| 2         | Yves Laroche      | Canada  |
| 3         | Jean-Marc Bacquin | Francia |

Data: 4 febbraio 1986

#### Gobbe
| Posizione | Atleta            | Nazione   |
| --------- | ----------------- | --------- |
| 1         | Éric Berthon      | Francia   |
| 2         | Petsch Moser      | Svizzera  |
| 3         | Martti Kellokumpu | Finlandia |

Data: 2 febbraio 1986

#### Balletto
| Posizione | Atleta         | Nazione        |
| --------- | -------------- | -------------- |
| 1         | Richard Schabl | Germania Ovest |
| 2         | Lane Spina     | Stati Uniti    |
| 3         | Georg Fürmeier | Germania Ovest |

Data: 6 febbraio 1986

#### Combinata
| Posizione | Atleta         | Nazione     | Punti |
| 1         | Alain Laroche  | Canada      | 33,00 |
| 2         | John Witt      | Stati Uniti | 43,00 |
| 3         | Éric Laboureix | Francia     | 57,00 |

Data: 6 febbraio 1986

### Donne

#### Salti
| Posizione | Atleta                | Nazione     |
| --------- | --------------------- | ----------- |
| 1         | Maria Quintana        | Stati Uniti |
| 2         | Carin Hernskog        | Svezia      |
| 3         | Meredith Anne Gardner | Canada      |

Data: 4 febbraio 1986

#### Gobbe
| Posizione | Atleta           | Nazione     |
| --------- | ---------------- | ----------- |
| 1         | Mary-Jo Tiampo   | Stati Uniti |
| 2         | Hayley Wolff     | Stati Uniti |
| 3         | Silvia Marciandi | Italia      |

Data: 2 febbraio 1986

#### Balletto
| Posizione | Atleta          | Nazione     |
| --------- | --------------- | ----------- |
| 1         | Jan Bucher      | Stati Uniti |
| 2         | Christine Rossi | Francia     |
| 3         | Lucy Barma      | Canada      |

Data: 6 febbraio 1986

#### Combinata
| Posizione | Atleta           | Nazione  |       |
| --------- | ---------------- | -------- | ----- |
| 1         | Conny Kissling   | Svizzera | 18,00 |
| 2         | Anna Fraser      | Canada   | 32,00 |
| 3         | Silvia Marciandi | Italia   | 38,00 |

## Medagliere
| Pos.   | Paese          | Oro | Argento | Bronzo | Totale |
| ------ | -------------- | --- | ------- | ------ | ------ |
| 1      | Stati Uniti    | 3   | 3       | 0      | 6      |
| 2      | Canada         | 2   | 2       | 2      | 6      |
| 3      | Francia        | 1   | 1       | 2      | 4      |
| 4      | Svizzera       | 1   | 1       | 0      | 2      |
| 5      | Germania Ovest | 1   | 0       | 1      | 2      |
| 6      | Italia         | 0   | 0       | 2      | 2      |
| 7      | Finlandia      | 0   | 0       | 1      | 1      |
| Totale | Totale         | 8   | 8       | 8      | 24     |